# Publio Cornelio Maluginense Cosso
Publio Cornelio Maluginense Cosso (latino: Publius Cornelius Maluginensis Cossus; fl. IV secolo a.C.) è stato un politico e militare romano.

## Tribunato consolare
Nel 395 a.C. fu eletto tribuno consolare con Publio Cornelio Scipione, Cesone Fabio Ambusto, Lucio Furio Medullino, Quinto Servilio Fidenate e Marco Valerio Lactucino Massimo.
Ai due fratelli, Cornelio Maluginense e Cornelio Scipione, fu affidata la campagna contro i Falisci, che però non portò ad alcun risultato concreto, mentre a Valerio Lactuciono e Quinto Servilio toccò in sorte quella contro i Capenati, che alla fine furono costretti a chiedere la pace a Roma.
In città, dove infuriavano le polemiche legate alla suddivisione del bottino ricavato dalla caduta di Veio dell'anno prima, si accese un'altra polemica, originata dalla proposta del tribuno della plebe Veio Tito Sicinio di trasferire parte della popolazione romana a Veio, proposta a cui i Senatori si opposero strenuamente.
Trascorsi quindici anni dal 408 a.C., durante i quali furono eletti ogni anno dei tribuni consolari, nel 393 a.C. vennero rieletti dei consoli: Lucio Valerio Potito e Publio Cornelio Maluginense Cosso che tuttavia si dimisero, lasciando il posto ai due consoli suffecti Lucio Lucrezio Tricipitino Flavo e Servio Sulpicio Camerino.